# Melech Mechaya
Melech Mechaya é um quinteto português de música klezmer, tradicionalmente judaica, com inspirações nas músicas cigana, árabe e dos balcãs.

## Biografia
Em 2006, João Graça, Miguel Veríssimo, André Santos, João Novais e Francisco Caiado formaram aquela que veio a ser considerada como a primeira e mais proeminente banda portuguesa de música Klezmer. Começando por explorar temas tradicionais judaicos, os Melech Mechaya estreiam-se em palcos na noite de 10 de Março 2007. Em 2008 lançam em edição de autor o seu EP de estreia "Melech Mechaya", que incluía já alguns temas originais, e no mesmo ano o grupo dá os seus primeiros passos internacionais com vários espectáculos em Espanha.
Em 2009 lançam pela editora Ovação seu primeiro longa-duração Budja Ba, que conta com a participação das Tucanas. A digressão de apresentação de Budja Ba inclui importantes festivais como o Festival de Músicas do Mundo de Sines, Festival Bons Sons, CCB Fora de Si, Festa do Avante!, Super Bock Surf Fest ou a abertura do concerto de Emir Kusturica & The No Smoking Orchestra no Coliseu dos Recreios, em Lisboa. Fora de portas os Melech Mechaya actuam no festival Špancirfest na Croácia, e encabeçam vários festivais em Espanha, onde partilham palco com Kroke e Portico Quartet.
Em Março de 2010 participam e fazem a direcção musical da peça Ivanov, de Anton Tchekhov, encenada pela companhia de teatro A Truta no Teatro Maria Matos em Lisboa. Esta peça serviu de inspiração para o novo registo discográfico, que intitular-se-ia Aqui Em Baixo Tudo É Simples, e que seria lançado pela Ponto Zurca em Outubro de 2011. Este novo trabalho conta com convidados como a fadista Mísia ou o trompetista norte-americano Frank London, vencedor de um Grammy em 2006 com os Klezmatics. A digressão de apresentação desde novo álbum arrancou na Casa da Música, no Porto, e incluiu 21 teatros de todo o país. Além destes espectáculos, os Melech Mechaya actuaram ainda em festivais como o Rock In Rio Lisboa, Maré De Agosto, ou Guimarães 2012 - Capital Europeia da Cultura, num espectáculo com a participação da companhia de teatro catalã La Fura Dels Baus. A carreira internacional conhece novos desenvolvimentos, e os Melech Mechaya fazem digressões em Espanha, Brasil e Cabo Verde. Em Maio de 2012 Aqui Em Baixo Tudo É Simples é editado internacionalmente pela Felmay, e em Março de 2013 é nomeado para melhor disco instrumental de 2012 nos Independent Music Awards.

## Formação
- João Graça (violino, (voz)
- Miguel Veríssimo (clarinete), concertina), (voz)
- André Santos (guitarra clássica, concertina), (voz)
- João Sovina (contra-baixo, voz)
- Francisco Caiado (percussão), (voz)

## Discografia

### Álbuns de estúdio
- Melech Mechaya EP (2008)
- Budja Ba (2009)
- Aqui Em Baixo Tudo É Simples (2011)
- Gente Estranha (2014)
- Aurora  ( 2017 )

### Compilações
- Festival de Músicas do Mundo de Sines (2009)  com o tema "Dança Do Desprazer"
- Evoluciona Música 2010 (2010)  com os temas "Dodi Li", "Fanfarra", "Budja Ba" e "Hava Nagila
- Dancin' Days (2013) com o tema "Bulgar De Odessa"
- A Rebusca 2009-2012 (2013) com o tema "Miserlou"

## Telediscos

### Gare No Oriente
Terceiro single do álbum Aqui Em Baixo Tudo É Simples, conta com a participação especial da fadista Mísia.
- Realização: John Filipe
- Cinematografia: John Filipe
- Produção: Melech Mechaya
- Ano: 2013

### Los Bentos
Segundo single do álbum Aqui Em Baixo Tudo É Simples, foi galardoado com o prémio Excellence In Directing Music Video do International Film Festival of Cinematic Arts Los Angeles 2012, Selecção Oficial Open Air Filmfestival Weiterstadt 2012, Selecção Oficial Caligari FilmBühne 2012, Selecção Oficial Nonstock Music Festival 2012 e Selecção Oficial New England Festival of Ibero American Cinema 2012.
- Realização e Argumento: António Rodrigues
- Cinematografia: Hugo Carmo
- Pós-produção: Luís Barros
- Produção: Melech Mechaya
- Protagonista: António Rodrigues
- Ano: 2012

### Chapéu Preto
Primeiro single do álbum Aqui Em Baixo Tudo É Simples, esteve em nº 1 do Top do Sapo durante 2 semanas.
- Realização: Melech Mechaya
- Cinematografia: Ivo Cordeiro
- Ano: 2012

### Dança Do Desprazer
Single do álbum "Budja Ba", foi distinguido com uma Menção Honrosa para Melhor Videoclip no Porto7 – Festival Internacional de Curtas-metragens do Porto, seleccionado para o Best Of do Open Air Filmfest Weiterstadt na Alemanha, galardoado com o Prémio Augusta para Melhor Clip Musical no Bragacine - Festival Internacional de Cinema Independente de Braga, Selecção Oficial do Fantasporto 2011 e Selecção Oficial do New England Festival of Ibero American Cinema 2012.
- Realização e Argumento: António Rodrigues
- Cinematografia: Amândio Bastos
- Produção: Melech Mechaya
- Protagonista: Alexandre Ferreira
- Elenco secundário: Rogério Jacques, Patrícia Castello-Branco, Carla Vasconcelos, Fernando Ascenção, Sofia Póvoas, Milene Palhinha, Dinis Marques, Marta Inocentes e Nuno de Sousa
- Ano: 2010

### Bulgar De Odessa
Single do EP "Melech Mechaya", foi o produto final do trabalho de uma cadeira de Cinema da Universidade Lusófona
- Realização: Emanuel Faustino, Tiago Silva e Carlos Moreira
- Ano: 2009

## Presenças na TV
- Programa Nós, RTP2, 28 Junho 2009 - com Maria João Miranda
- Verão Total, RTP1, 6 Julho 2009 - com João Baião e Tânia Ribas de Oliveira
- 5 Para A Meia Noite, RTP2, 21 Setembro 2009 - com Filomena Cautela
- Portugal No Coração, RTP1, 30 Novembro 2009 - com João Baião e Tânia Ribas de Oliveira
- Quarto Crescente, RTP1, 13 Janeiro 2010 - com Júlio Isidro
- Programa Das Festas, RTP1, 6 Março 2010 - com Júlio Isidro
- Portugal Sem Fronteiras, RTP1, 13 Março 2010 - com Carlos Alberto Moniz e Diamantina
- Programa Nós, RTP2, 24 Abril 2010 - com Caroline Pimenta
- Toca E Foge, Canal Q, 1 Dezembro 2010 - com André Penim
- Portugal no Coração, RTP1, 14 Março 2011 - com João Baião e Tânia Ribas de Oliveira
- Programa Nós, RTP2, 3 Setembro 2011 - com Joana Domingues
- Cinco Sentidos, RTP1, 4 Março 2012 - com Marta Leite Castro
- Planeta Música, RTP1, 24 Março 2012 - com Luísa Barbosa
- Eu Sou Portugal, RTP1, 2 Junho 2012 - com João Baião e Tânia Ribas de Oliveira

### Páginas oficiais
- Página oficial
- Página oficial no MySpace

### Entrevistas

#### TV
- RTP2[ligação inativa] - "Nós" com Maria João Miranda

#### Imprensa
- Público - "Klezmer para não judeus" por João Bonifácio
- Diário de Coimbra - "Alegria, boa disposição e muito suor!" por Joana Martins
- Time Out - "Melech Mechaya" por Rodrigo Nogueira
- Mundo Universitário - "Os reis da alegria" por Andreia Arenga
- Destak - "Fazemos sonoridades e ritmos dançáveis" por Rui Alexandre Coelho

#### Rádio
- Antena 3 - Planeta 3 com Raquel Bulha
- Antena 3 - Prova oral com Fernando Alvim
- Folklândia (a partir dos 27:00) - com João Sá
- Rádio Universitária de Coimbra - Santos da Casa com Nuno Ávila
- Rádio Zero - Terra Pura com Luís Rei